# Rui Óscar
Rui Óscar Neves de Sousa Viana, noto semplicemente come Rui Óscar (Gondomar, 17 settembre 1975), è un ex calciatore portoghese, di ruolo difensore.

## Palmarès

### Club

#### Competizioni nazionali
- Campionato portoghese: 2

Porto: 1996-1997
Boavista: 2000-2001
- Supercoppa di Portogallo: 1

Porto: 1996